# Robert Bacon
Robert Bacon (Boston, 5 de julho de 1860 – Nova Iorque, 29 de maio de 1919) foi um diplomata norte-americano que serviu como Secretário de Estado dos Estados Unidos durante os último mês da presidência de Theodore Roosevelt.
Bacon nasceu no bairro Jamaica Plain de Boston, filho de William Benjamin Bacon e Emily Crosby Low. Ele estudou na Universidade Harvard, onde conheceu Roosevelt. Bacon se formou em 1880 e foi viajar pelo mundo. Ao voltar ele estabeleceu um negócio de sucesso e fez parte de negociações que formaram grandes companhias, como a Northern Securities Company e a United States Steel.
Ele foi nomeado Secretário de Estado Assistente em 1905 sob Elihu Root, principalmente por causa de sua amizade com o presidente. Root renunciou no início de 1909 e Bacon acabou assumindo o cargo durante os últimos 37 dias da presidência de Roosevelt. Ele usou esse tempo para aprovar tratados no Senado dos Estados Unidos.
Sua experiência como homem de negócios ajudou seus esforços diplomáticos, conseguindo ratificar tratados entre os Estados Unidos e a Colômbia e o Panamá sobre o Canal do Panamá. Bacon também conseguiu realizar um conferência ambiental entre os estados norte-americanos para discutir a preservação de recursos naturais. Seus esforços diplomáticos foram reconhecidos por seu sucessor Philander C. Knox, que o nomeou embaixador na França.
Bacon foi lutar na Primeira Guerra Mundial, porém o conflito foi custoso para sua saúde e ele morreu em 1919, pouco depois de voltar para os Estados Unidos.